# Metapterodon
Metapterodon — викопний рід гієнодонтових ссавців родини Hyainailouridae, які жили в Африці під час раннього міоцену. Скам'янілості метаптеродона були знайдені у формації Елізабет-Бей, Намібія та острові Русінга та Карунгу, Кенія.

## Таксономія
Палеогенові види Metapterodon schlosseri та M. markgrafi були перенесені до Falcatodon та Sectisodon відповідно, що робить Metapterodon виключно раннім міоценовим родом.